# Musée ethnographique Oliva Carta Cannas
Le musée ethnographique Oliva Carta Cannas (MEOC), en italien : museo etnografico Oliva Carta Cannas, est un musée de la vie rurale et d'histoire locale situé à Aggius en Gallura en Sardaigne.

## Collections permanentes
Une douzaine de salles sont dédiées à la vie quotidienne ainsi qu'aux vieux métiers à Aggius et en Gallura. On retrouve ainsi la reproduction d'ateliers de cordonnier, forgeron et charpentier ainsi qu'un autre dédié à la récolte du liège, au traitement du granit, ainsi qu'au travail de la vigne. Plusieurs salles sont dédiées au tissage de tapis, l'une des spécialités d'Aggius.
Un petit espace est consacré à Salvatore Stangoni (d), le « galletto di Gallura », membre du chœur polyphonique « Il Coro di Aggius (d) ». Stangoni est notamment connu pour un spectacle donné en 1928 pour Gabriele D'Annunzio près du Lac de Garde alors qu'il était accompagné du compositeur Gavino Gabriel. Une photographie de ce spectacle est conservée dans le musée.

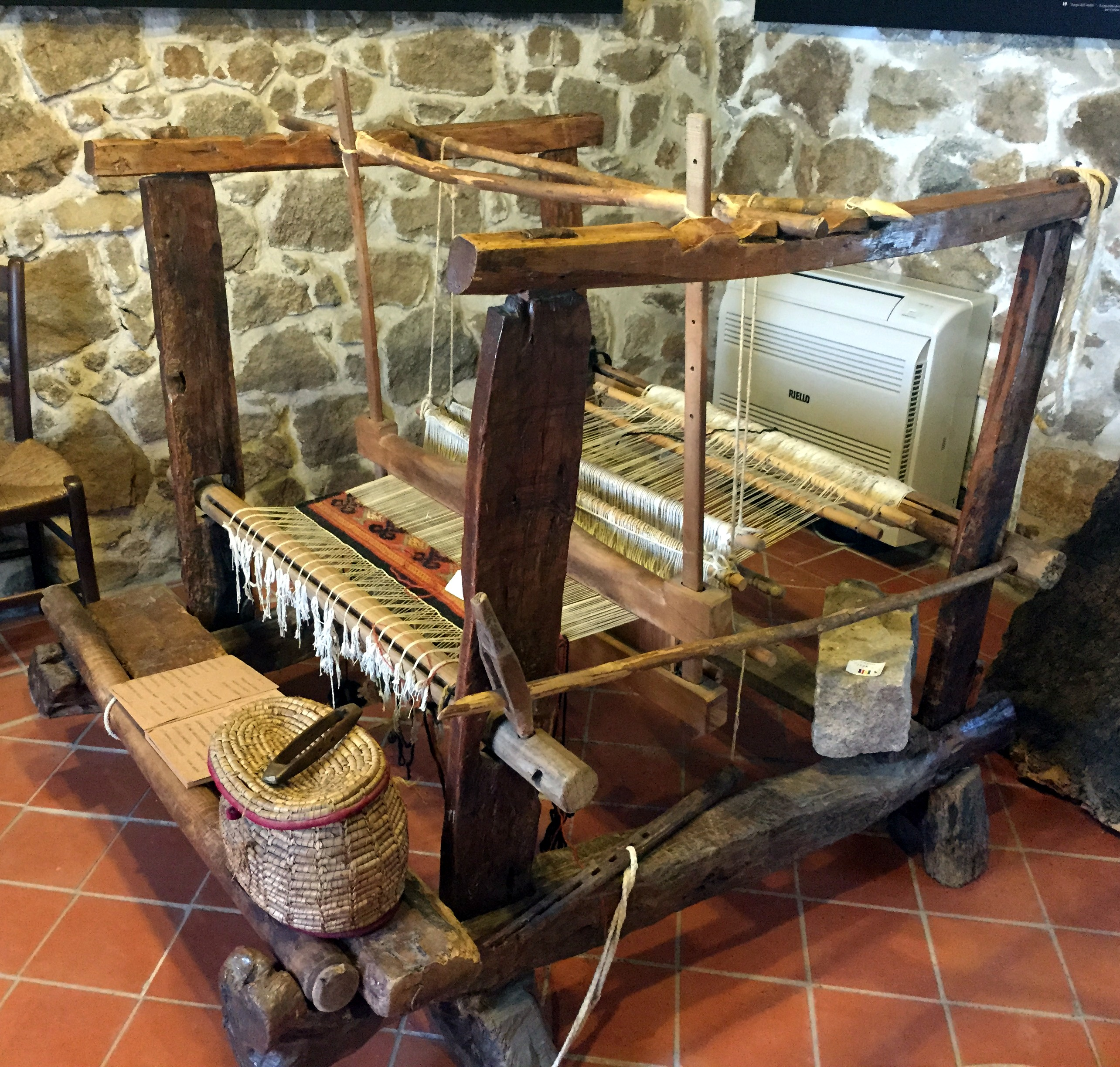
Métier à tisser ancien.
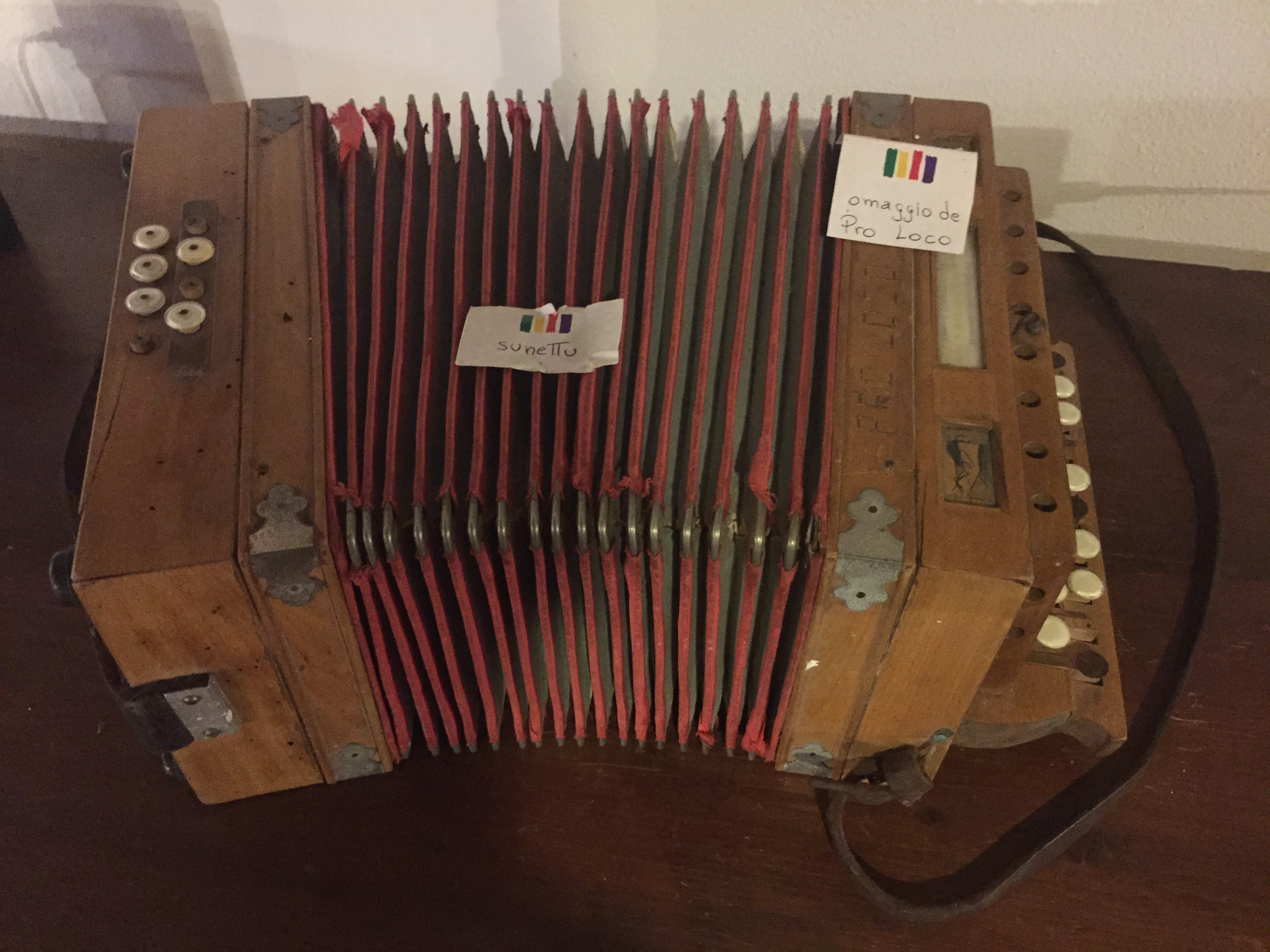
Un vieil accordéon.
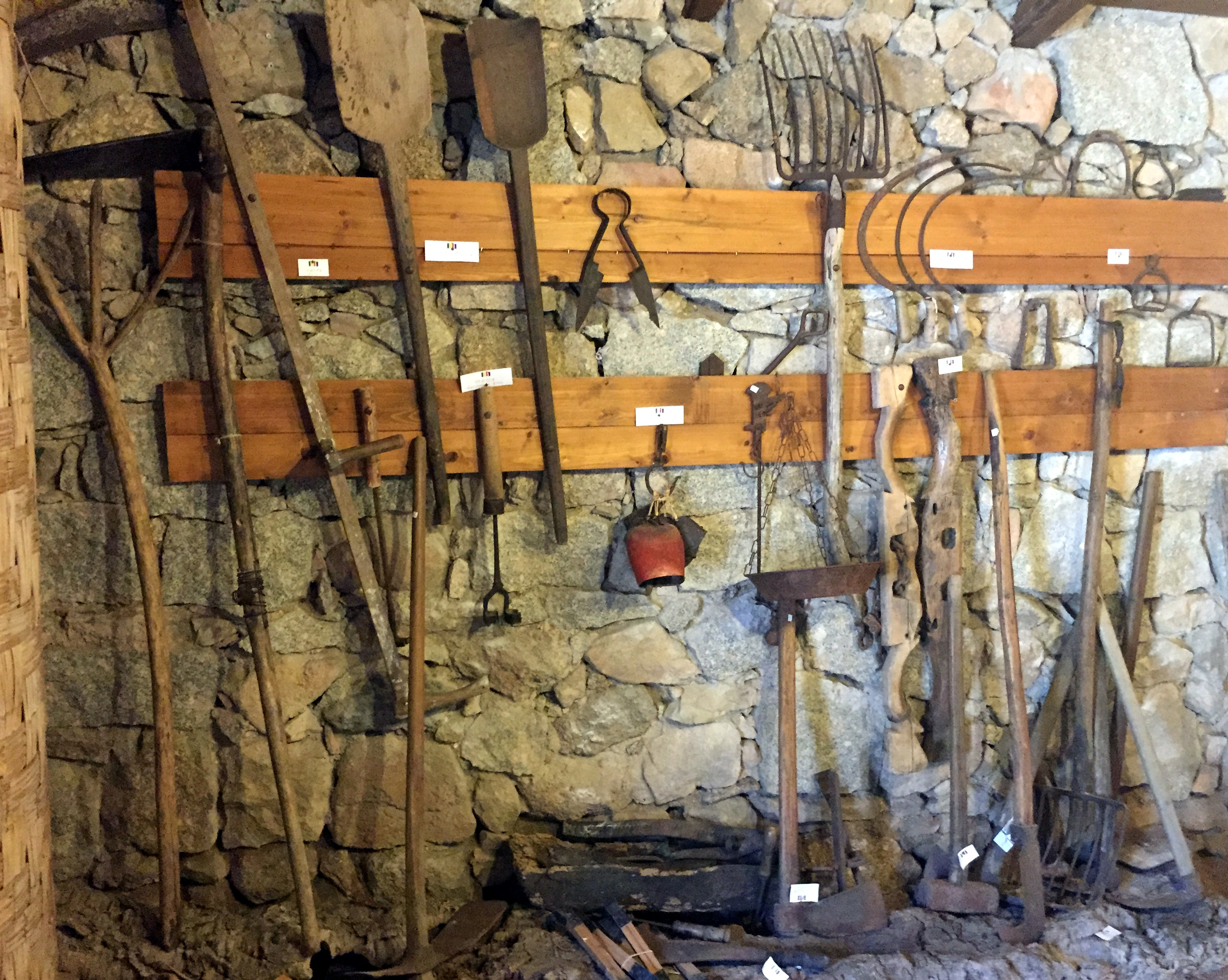
Vieux outils.
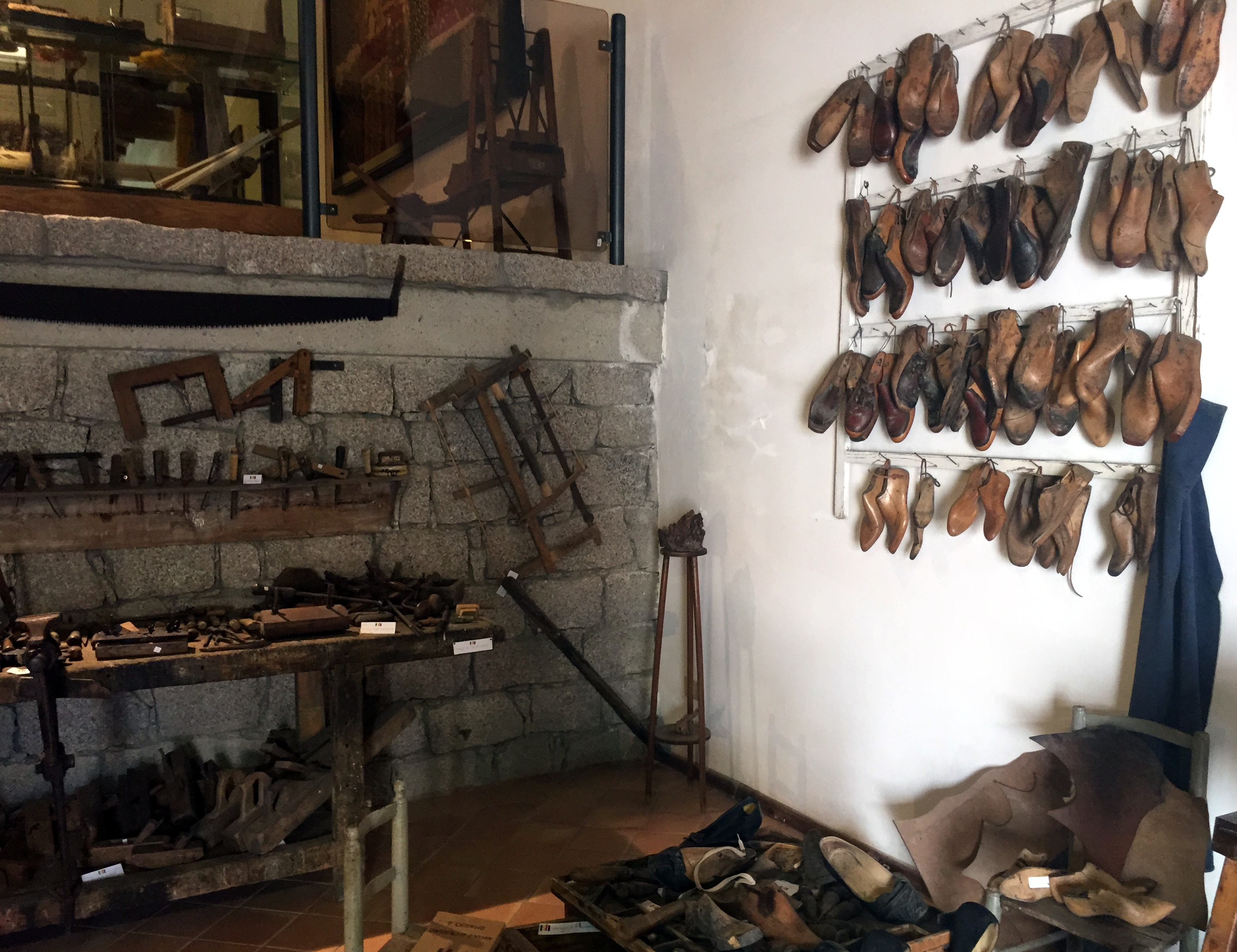
Atelier du cordonnier.

## Collections temporaires
Le MEOC accueille également des expositions artistiques comme c'est le cas en 2015, avec les artistes contemporains Rosanna Rossi, Zaza Calzia, Josephine Sassu, Narcisa Monni et Vittoria Soddu.

## Nom du musée
Le musée porte le nom d'Oliva Carta Cannas, fonctionnaire des postes à Aggius dans la première moitié du XXe siècle, à qui appartenait les bâtiments qui accueillent le musée,. Son frère Andrea Cannas est le créateur d'une école de tissage dans les années 1930, ; il y a une rue à son nom à Tempio Pausania.